# Ялуцзян
Ялуцзя́н, Ялу (спрощ.: 鸭绿江; піньїнь: Yālù Jiāng) або Амнок (кор.: хангиль: 압록강, МР: Amnokkang Амноккан)) — прикордонна річка між Китаєм і КНДР. Довжина 813 км, площа басейну 63 тисяч км². Бере початок на схилах вулкану Пектусан, перетинає південну частину плоскогір'я Чанбайшань і західні відроги Маньчжуро-Корейських гір в глибокій ущелині; впадає в Західнокорейську затоку Жовтого моря, утворюючи естуарій. 
Дощове живлення, літній паводок. Взимку замерзає. Середня витрата води в нижній течії близько 900 м³/сек.  
На річці міста:
- Хесан (початок судноплавства), Сінийджу (КНДР);
- Ліньцзян, Аньдун (Китай). До Аньдуна піднімаються морські судна.

## Каскад ГЕС
Водосховища і ГЕС: ГЕС Ounbong (Yunfeng), ГЕС Rimtho, ГЕС Munak, ГЕС Wiwon (Weiyuan), ГЕС Супун та водосховище Супхун, ГЕС T’aep’enmang.